# محمود دشتی
محمود دشتی (انگلیسی: Mahmoud Dashti؛ زادهٔ ۲۴ اوت ۱۹۹۳) بازیکن فوتبال اهل کویت است.
از باشگاه‌هایی که در آن بازی کرده‌است می‌توان به باشگاه ورزشی العربی کویت اشاره کرد.
وی همچنین در تیم‌های ملی فوتبال زیر ۲۱ سال کویت، زیر ۲۳ سال کویت و کویت، بازی کرده‌است.